# Ксенија Еркер
Ксенија Еркер (Загреб, 23. април 1954) је југословенска и хрватска певачица.  

## Биографија
Ксенија Еркер певати је почела као седмогодишња девојчица у дечијем хору ХНК у Загребу. Седам година касније, почиње певати као пратећи вокал, а професионалну каријеру почиње 1973. године када снима први сингл Поведи ме вечерас.
Студирала је и дипломирала на Музичкој академији у Загребу.
Почетком 1974. године, снима мелодију Арсена Дедића Прољеће је отпочело с кишом, која убрзо постаје велики хит у бившој Југославији. Следе многи концерти у свим републикама бивше државе, а онда крећу и наступи на фестивалима.
Средином осамдесетих, музичку каријеру запоставља ради породичног живота, а публика је и данас памти по песмама: Прољеће без тебе, Никад више, Ти ме можда волиш, Ти си моја инспирација, Остала сам сама... 
Највише песама за њу, написао је њен бивши супруг Хрвоје Хегедушић, а сарађивала је са многим композиторима: Арсеном Дедићем, Дејаном Петковићем, Војканом Борисављевићем, Зринком Тутићем, Кемалом Монтеном...

## Фестивали
Ваш шлагер сезоне, Сарајево:
- У прољећу остани мом, '76

Опатија:
- Никад више, '75
- Нека лију хладне кише, '85

Загреб:
- Доћи ће дан, награда за најбољег дебитанта и награда за интерпретацију, '74
- Ти ме можда волиш, '76
- Ти си моја инспирација, '80
- Хтјела бих ти рећи, '81
- Опет љубав, '82
- Срце у олуји, '83
- У сну градим кућу малу (Вече шансона, дует са Хрвојем Хегедушићем), '83
- Растопљено злато љубави (Вече шансона, дует са Златком Пејаковићем), '86
- Кад' иде влак за сретне отоке, '93

Сплит:
- То није крај, '75
- Увијек има једна лађа (Вече далматинске шансоне), '76
- Балада о брудету (са Хрвојем Хегедушићем и Ивицом Бобинецом), '80
- Сићаш ли се, '81
- Бокељска ноћ (Вече сплитских бисера), '88
- И сутра је дан, '92

Крапина:
- Имам га рада, '77
- Беле меглине, мегле меглене, '80
- Згублена звезда, прва награда стручног жирија, Grand Prix 2006
- Лета летију, 2007
- Чекај те бреги, 2008
- Памет ву главу, 2018

Звуци Паноније, Осијек:
- Ноћни вјетар, '81

Мелодије мора и сунца, Порторож:
- A la fine della strada, награда стручног жирија за најбољу песму у целини, '89
- Ја те волим највише на свијету, награда за аранжман, '90

Етнофест, Неум:
- С јесени, '97

Међународни фестивал шансоне, Chansonfest, Загреб:
- Пусти ме у снове, 2005
- Онако како ја желим, 2011
- Што ће бити са мном, 2012
- Не могу ти то опростити, 2013
- Предивно је живјети, 2015
- Благодат је сан, 2017

Фестивал шаљивих шансона, Блато:
- Блато, 2008